# Parc quasi national de Biwako
Le Biwako Kokutei Kōen (琵琶湖国定公園, Biwako Kokutei Kōen) est un parc quasi national dans les préfectures de Shiga et Kyoto au Japon,. Le parc a été créé en 1950 et couvre une superficie de 976,7 km2. En juin 1993 une surface de 65,984 ha près du lac Biwa a été désigné site Ramsar et la zone humide d'importance internationale.